# صلاة النساء في الإسلام
تمثل صلاة المرأة في الإسلام عادات وخصائص وصفات صلاة الدين الإسلامي التي تؤديها النساء.
تعد الصلاة التي تؤديها المرأة في الإسلام للتقرب من الله سبحانه وتعالى مساوية تمامًا للصلاة التي يؤديها أخوها في الإنسانية والإسلام، الرجل. أما خصائص النساء للمرأة المسلمة في صلاتها فقد تحدث عنها خبراء وفقهاء المسلمين في أجزاء شؤون المرأة وما يتعلق بها من جميع الجهات، وجمعوا ما ذُكِر في كتاب الله المقدس (القرآن) وسنة النبي محمد صلى الله عليه وسلم وأقوال العلماء والفقهاء من الأحاديث والنقاشات عنها.

## الأجر
مجموع أجر المرأة التي تصلي فروضها مكافئ تمامًا لمجموع أجر الرجل، لأن الله سبحانه وتعالى سيحاسبها على مقدار الصلوات التي أدتها في الأيام التي فرضها عليها قبل الحيض والنفاس، وإذا جاءت فترة الحيض لم يمنعها من الثواب، لذا لا يصح لأحد من الرجال قول أن المرأة أجرها ناقص وغير مكتمل. تعني قلة الفرائض عند المرأة أن الواجبات الدينية التي تحملها على عاتقها أقل من واجبات الرجل، ولكن يأتي الثواب والعقاب طوال فترة تأدية كل جنس لواجباته. أي إن أدت المرأة واجباتها في وقتها ستأخذ أجرها الكامل وإن أدى الرجل واجباته على أتم وجه سيأخذ أجره الكامل أيضًا. وعليه، فلا يجوز قول أن أجر المرأة سيقل بأي شكل من الأشكال، لأن الله تعالى لم يفرض أيامًا معينة للمرأة لن تحتسب عبادتها فيها، بل سيعطيها أجرها الكامل دون نقصان.

## الحيض
لا يحاسب الله سبحانه وتعالى المرأة على ترك الصلوات الخمسة المفروضة، لأن جلالته هو الذي أعطاها إذنًا واضحًا وملزمًا بأن لا تصلي في فترة حيضها ولا تصوم، كما أنها لا تحاسَب ولا تعاقَب على عدم الصلاة. أما إذا كانت المرأة تعاني من سيلان الدم (الاستحاضة) ثم جاء وقت الحيض فإنها تترك الصلاة حتى ينتهي الوقت المعتاد لها فتغتسل لغرض الطهارة من الدم ثم تؤدي صلوات الفرض.

## الحجاب
لباس المرأة المسلمة في الصلاة هو الحجاب الذي يغطي جسدها كله إلا الوجه واليدين، كما جاء في الحديث الذي رواه الإمام الترمذي في كتابه سنن الترمذي على لسان أم المؤمنين عائشة بنت أبي بكر رضي الله عنهما:
«لا تقبل صلاة الحائض إلا بخمار».
ورد عن أم المؤمنين، أم سلمة رضي الله عنها، أن المرأة يجب أن تصلي بحجاب مكون من نقاب وغطاء أو رداء، بحيث يغطي ظهر قدميها ويسترها عن نظر الآخرين.

## المجمع
ذكر الإمام الغزالي في موضوع صلاة الجماعة بحضور النساء مع الرجال في كتابه إحياء علوم الدين ما كتبه: «يجب منع النساء من حضور المساجد للصلوات ومجالس الذكر إذا خيفت الفتنة بهن». ومنعت أم المؤمنين عائشة بنت أبي بكر رضي الله عنهما النساء من حضور صلاة الجماعة في المساجد، وقيل لها إن رسول الله صلى الله عليه وسلم لم يمنعهن من دخول المجمع، فأجابت قائلة: «لو أن رسول الله صلّى اللّه عليه وسلّم رأى ما أحْدَثَ النساء لمنعهن المسجد». إذا حدث وأرادت المرأة الخروج من منزلها لأداء صلاة الجماعة في المسجد وفي حال توفر الأمان في الأرجاء فعليها أن تصلح نيتها لكي لا تتحول غايتها من الذهاب إلى بيت الله المقدس إلى خروجها للمشاهدة والظهور على العامة بحجة الصلاة لغرض تحقيق الإخلاص في العبادة رياءً. ويجب ألا تلبس لباس الفضيحة والزينة والألوان الفاتنة وألا تستخدم عطرًا فواحًا مثيرًا لشهوة الرجال. لذا توصل الفقهاء إلى مفهوم من قول السيدة عائشة أم المؤمنين رضي الله عنها أن منع النساء من دخول المساجد ليس مطلقًا؛ لأن الأحاديث الصحيحة تناقض ذلك فلا نفعٌ ولا ضررٌ من منع عجوز بملابس مبتذلة أو شابة بمظهر إسلامي صحيح من أداء صلاة الجماعة. وإذا جاءت صفوف النساء خلف مراتب الرجال مباشرة في عهد النبي محمد صلى الله عليه وسلم، فلابد من إقامة حاجز بين النساء والرجال يمنع النظر في الآونة الأخيرة لكي لا يعتبر شبهة للاغتراب, والعادات تشهد على هذه المنكرات. وبوجه عام، قال الفقهاء إنه يحرم دخول المسجد للمرأة أو الشابة المرغوبة المبالِغة بمظهرها، لا على النساء اللواتي لا يرغبن بإثارة شهوة الرجال لهن ويلتزمن بمعايير الدين الإسلامي.

## الصوت
صوت المرأة ليس عورة في الإسلام، إذ إن القرآن سمح بالتحدث مع زوجات النبي محمد صلى الله عليه وسلم من وراء الحجاب وعلى الرغم من التركيز على ضرورة التقوى في أثناء التحدث إلى النساء. نقل بعض الفقهاء الذين يمنعون النساء من الجهر في الصلاة (الصلاة مع إصدار صوت القراءة) حديثًا واردًا عن أبي هريرة دليلًا: «التسبيح للرجال والتصفيق للنساء». لذلك استخدم العلماء هذا الحديث دليلًا على تحريم أو كراهية المرأة لرفع صوتها لكي يتمكن الرجل من سماعها. يقول الإمام السرخسي، يبدو أن حديث النهي عن الجهارة يتعلق بالصلاة وحدها؛ لأن الصلاة هي المناجاة، فلا يشترط للرجل أن يفكر في شيء من معاني الشهوة.
استنتج الفقهاء أن مناسك الصلاة تحتاج إلى إفراغ القلب من همومه وذلك بأداء الصلاة الصامتة في كل الأحوال ولهذا يجب على النساء التسبيح إذا أخطأن أو خفن من شيء ما. في الصلاة وعلى الرغم من أن التسبيح لا يزيد عن كلمتين (سبحان الله)، لكنه لا يجوز الكلام مع الرجال نهائيًا خلال التسبيح، في الوقت الذي أباح فيه دين الإسلام للمرأة أن تتحدث إلى الرجل بحسن الكلام والأخلاق حتى لو طال الحديث. هذا يعني أن الرجال خارج الصلاة يمكنهم سماع صوت المرأة دون الشعور بالحرج، لكن النساء يُمنعن من التحدث بالتسبيح في أثناء الصلاة لأنه يُطلب منهن أن يخفضن أصواتهن تمامًا في الصلاة لغرض تحقيق غاية الصلاة الأساسية وسكينة الروح وهدوء القلب. وهذا ما آنف ذكره في حال وجود الرجال في حضرة المصلى مع النساء المصليات، وبصرف النظر عن أن كثيرًا من النساء يتلون في صلاتهم صمتًا لا جهارًا ويتجنبن سماع أنفسهن حتى في غياب الرجال، ولكنّ هذا مخالف للسنة النبوية؛ لأن الجهر في الصلاة من السنة الثابتة للنبي محمد صلى الله عليه وسلم.
أما التلاوة الصامتة والجهرية فلا فرق بين الرجل والمرأة; لأن صلاة الليل تقام بتلاوة مسموعة أما صلوات النهار تقام بتلاوة صامتة لكليهما. وكما آنف ذكره، إذا كان للمرأة من يسمع صوتها من الرجال فعليها أن ترضى بالتلاوة ولا ترفع صوتها خوفًا من أن تغريه بها أما إذا لم تكن في حضرة الرجال فلا بأس أن تتلو جهراً في صلاة الليل.